# Fantomas (film)
Fantomas är en fransk-italiensk kriminalfilm från 1964 i regi av André Hunebelle.
Filmen är den första i en serie om tre filmer, baserade på Marcel Allain och Pierre Souvestres romaner om karaktären Fantômas.

## Rollista i urval
- Jean Marais - Fandor/Fantomas
- Louis de Funès - kommissarie Juve
- Mylène Demongeot - Helene Gurn
- Marie-Hélène Arnaud - lady Beltham
- Jacques Dynam - kommissarie Bertrand
- Robert Dalban - chefredaktören
- Dominique Zardi - Fantômas livvakt